# Ella Seidel
Ella Luise Seidel (n. 14 februarie 2005, Hamburg, Germania) este un jucător profesionistă germană de tenis. Cea mai bună clasare a sa la simplu este locul 109 mondial, în iunie 2025, și locul 190 la dublu, în septembrie 2024.

## Cariera profesionistă

### 2024: Debut la Grand Slam
Clasată pe locul 172, ea și-a făcut debutul în turneele de Grand Slam la Australian Open 2024, la prima ei încercare de calificare la un turneu major, unde a pierdut în prima rundă în fața numărului 2 mondial și a viitoarei campioane Arina Sabalenka.
Clasată pe locul 124 la WTA 500 Ningbo Open 2024, ea a intrat pe tabloul principal ca lucky loser și a învins-o pe o altă lucky loser, Kathinka von Deichmann, înainte de a pierde în fața Iuliei Putințeva. De asemenea, ea a intrat pe tabloul principal la Guangzhou Open 2024 ca lucky loser, dar a pierdut pentru a doua oară în fața unei alte jucătoare venită din calificări, Mananchaya Sawangkaew, după ce, de asemenea, pierduse anterior în fața ei în ultima rundă a calificărilor.

## Finale Circuitul ITF

### Simplu: 7 (5 titluri, 2 finale)
| Legendă                   |
| ------------------------- |
| W60/W75 tournaments (2–2) |
| W25/W35 tournaments (3–0) |

| Finale după suprafață |
| --------------------- |
| Hard (1–1)            |
| Zgură (4–1)           |

| Rezultat | C–P | Dată            | Turneu                            | Nivel | Suprafață | Adversară          | Scor               |
| -------- | --- | --------------- | --------------------------------- | ----- | --------- | ------------------ | ------------------ |
| Pierdut  | 0–1 | mai 2023        | ITF Zagreb, Croația               | W60   | Zgură     | Jaqueline Cristian | 1–6, 6–3, 6–7(0–7) |
| Câștigat | 1–1 | iulie 2023      | ITF Stuttgart-Vaihingen, Germania | W25   | Zgură     | Julia Middendorf   | 6–3, 6–1           |
| Câștigat | 2–1 | august 2023     | ITF Braunschweig, Germania        | W25   | Zgură     | Julia Middendorf   | 7–6(7–4), 6–3      |
| Pierdut  | 2–2 | octombrie 2023  | ITF Hamburg, Germania             | W60   | Hard (i)  | Julia Avdeeva      | 4–6, 6–7(2–7)      |
| Câștigat | 3–2 | noiembrie 2023  | ITF Bratislava, Slovacia          | W60   | Hard (i)  | Sofya Lansere      | 6–4, 7–6(7–4)      |
| Câștigat | 4–2 | iulie 2024      | ITF Stuttgart-Vaihingen, Germania | W35   | Zgură     | Cristina Dinu      | 6–4, 6–3           |
| Câștigat | 5–2 | septembrie 2024 | ITF Pazardzhik, Bulgaria          | W75   | Zgură     | Caroline Werner    | 6–1, 6–4           |